# Halič
Halič este o comună slovacă, aflată în districtul Lučenec din regiunea Banská Bystrica. Localitatea se află la altitudinea de 274 m deasupra n.m., se întinde pe o suprafață de 31,67 km2 și în 2017 număra 1.668 de locuitori.

## Istoric
Localitatea Halič este atestată documentar din 1299.

## Demografie
| An:                | 1994 | 2004   | 2014   | 2024   |
| ------------------ | ---- | ------ | ------ | ------ |
| Număr de persoane: | 1547 | 1697   | 1670   | 1656   |
| Diferență:         |      | +9,69% | −1,59% | −0,83% |

| An:                | 2023 | 2024   |
| ------------------ | ---- | ------ |
| Număr de persoane: | 1647 | 1656   |
| Diferență:         |      | +0,54% |